# Raión de Solone
Raión de Solone (en ucraniano: Солонянський район) es un antiguo raión o distrito de Ucrania en el óblast de Dnipropetrovsk. 
Comprende una superficie de 1738 km².
La capital fue la ciudad de Solone.

## Demografía
Según estimación 2010 contaba con una población total de 39649 habitantes.

## Otros datos
El código KOATUU es 1225000000. El código postal 52400 y el prefijo telefónico +380 5669.